# Samantha Chapman
Samantha Chapman (nacida el 23 de agosto de 1977) es una maquilladora que trabaja en Londres y Norwich (Reino Unido).

## Introducción
Chapman cursó en el College of West Anglia un Diploma de Maquillaje y Peluquería de dos años de duración en el que tuvo como tutora a Louise Young. Además de trabajar como maquilladora, imparte cursos de maquillaje con su hermana, Nicola Haste. En octubre de 2008 Samantha creó un canal de YouTube llamado "Pixiwoo" en el que ella y su hermana publican tutoriales de peluquería y maquillaje de estilo tanto avant garde como natural, así como sus opiniones sobre diversos productos de belleza. Vive en Norwich (Inglaterra) y tiene dos hijas cuyo padre es su anterior compañero, Danny. Tiene dos hermanos: Jim, que tiene un canal de YouTube llamado "Jim Chapman", y John, que es uno de los dos autores de otro canal llamado "The Lean Machines". Su hermano Jim está casado con la también maquilladora y estrella de YouTube Tanya Burr.

## Carrera
Chapman trabaja como maquilladora desde hace más de diez años. En ese tiempo ha formado parte del equipo de M·A·C Pro del Reino Unido, con el que viajó a menudo a espectáculos como la semana de la moda de Milán o de París, y ha trabajado con fotógrafos como Tony McGee y Lord Snowdon. Su trabajo ha aparecido en Harpers, Tatler, Brides, Elle, Cosmo, Company, The Sunday Times y Sunday Telegraph. También ha trabajado con famosos como Paul McCartney, Peaches Geldof, Ashley Tisdale, Charlotte Church, Myleene Klass, Liberty Ross, Val Kilmer, Zac Efron, Neve Campbell y Lily Cole.

## Real Techniques
Paris Presents (fabricante de Eco Tools y otros productos de belleza) se puso en contacto con Chapman para diseñar una línea de brochas y pinceles de maquillaje asequibles llamada "Real Techniques". Todos ellos están hechos de taklon sintético y se fabrican sin crueldad con los animales ni probarlos en ellos. El pelo se corta a mano y la colección al completo funciona con diversos productos de maquillaje, desde polvos a cremas y líquidos.

## YouTube

### Pixiwoo
En octubre de 2008 Samantha Chapman empezó a publicar tutoriales de maquillaje en YouTube con el nombre "Pixiwoo" y poco después se le unió su hermana Nicola. Juntas han producido más de 500 vídeos para este canal, en los que hacen tutoriales o dan su opinión sobre diversos productos de belleza. También imparten cursos de maquillaje de cinco días de duración en su estudio de Norwich.

### PixiwooMadness
Las hermanas Chapman crearon otro canal llamado "Pixiwoo Madness" para subir vídeos que no querían publicar en su canal principal. Entre ellos también hay algunos tutoriales de maquillaje, la mayoría de ellos producidos para Avon.

### RealTechniques
Chapman creó otro canal específicamente para promover su línea de brochas y pinceles Real Techniques e informar al respecto en el que muestra cómo usar cada brocha o pincel y cómo crear diversos looks con ellos.